# أبو قرقاص البلد
قرية أبو قرقاص البلد هي إحدى القرى التابعة لمركز أبو قرقاص بمحافظة المنيا في جمهورية مصر العربية. حسب إحصاءات سنة 2006، بلغ إجمالي السكان في أبو قرقاص البلد 19456 نسمة، منهم 9858 رجلا و 9598 امرأة.